# Anna Saeki
Pour les articles homonymes, voir Saeki.
 (août 2024).
Si vous disposez d'ouvrages ou d'articles de référence ou si vous connaissez des sites web de qualité traitant du thème abordé ici, merci de compléter l'article en donnant les références utiles à sa vérifiabilité et en les liant à la section « Notes et références ».
Anna Saeki (冴木 杏奈, Saeki Anna), née à Asahikawa (Hokkaidô), est une chanteuse japonaise. 

## Biographie
Elle débute comme chanteuse de tango après avoir été élue Miss Sapporo 1984. Elle est reconnue pour son talent, ses enregistrements de disques en Argentine, ses apparitions dans les médias et sa participation dans des concerts de tango au Japon avec les meilleurs groupes argentins.
Elle exerce également une activité d’actrice et de présentatrice. Sa carrière en tant que chanteuse a contribué au succès de la musique latine avec « Orchesta del Sol ».

### Activités au Japon
Après avoir été élue Miss Sapporo 1987, elle débute donc comme chanteuse de tango. Se suivent plusieurs tournées au Japon en compagnie de Leopoldo Federico (es), José Colángelo et Sexteto Tango. Après avoir été chanteuse dans l'Orchesta del Sol, elle se lance une nouvelle carrière solo comme chanteuse de tango grâce à la sortie de l'album Soul of Tango en 1998.
Depuis 2001, elle donne de nombreux concerts au Japon dont des dîners spectacles, des concerts familiaux  et sur des paquebots. En 2005, elle est élue parmi les cent japonais honorés dans le monde par le magazine News Week (version japonaise).
En 2006, elle obtient la licence d'aide soignante pour son idée d'apaiser les gens par le chant. Elle donne ensuite un petit concert à la maison de retraite Kandayama yasuragi-en à Hiroshima.
2007 est une année prolifique pour elle. Elle célèbre tout d'abord le 20e anniversaire de sa carrière et sort un nouvel album commémoratif Concierto de Anna Clasica & Moderna au Japon et en Argentine.  Elle réalise ensuite une escapade dans le monde du folklore grâce à une rencontre avec la diva  du folklore, Mercedes Sosa. La même année, elle a chanté enfin Donde estas corazon pour le film Lust, Caution réalisé par Ang Lee. Ce film reçoit le Lion d'or au Festival international d'art cinématographique de Venise. 
Deux  ans après sa rencontre avec Mercedes Sosa, en 2009, elle sort un nouvel album folklorique Yo vengo à ofrecer mi corazon au Japon et en Argentine. En 2011, elle anime une émission de radio à son nom.
En 2012, elle s'oriente vers la variété japonaise et sort un nouveau single Nagusame (Consolation). Elle se lance également dans la comédie musicale avec Tenshino dialy (Journal intime d'un ange) où elle joue le rôle principal en mars et juillet. Un nouvel album avec des morceaux exclusifs de Piazzolla Rénacere sort également à l'occasion du 20e anniversaire de la mort de Piazzolla.

### Activités dans le monde
Depuis 1999, ses activités s'étendent hors du Japon.

#### Europe
Elle donne ses premiers concerts à Paris et à Londres en 1999. Depuis cette année-là, elle a donné une dizaine de concerts à l'auditorium Saint-Germain des Près, la Comédie des Champs-Élysées, la mairie de 6e arrondissement de Paris et la Maison de la culture du Japon à Paris. Elle est connue comme l'unique chanteuse japonaise de tango à Paris.
En 2004, elle donne son premier concert à Berlin au Quasimodo. L'année suivante, elle est invitée à l'Asian Festival 2005 à Berlin où son concert est plébiscité.
En 2006, elle donne également un concert au Tränenpalast de Berlin. Elle revient à Berlin en 2008 pour une tournée subventionnée par la Japan Foundation. La même année, elle est invitée par Mercedes Sosa pour son concert en Allemagne.
Elle est invitée en 2011 au Festival du Tango de Seinäjoki en Finlande.

#### États-Unis
Elle donne ses premiers concerts aux États-Unis en 1999 à New York et à Los Angeles. Depuis, elle donne un concert tous les ans à New York (Carnegie Hall, Blue Note, etc.) ou à Hawaï. Le concert de 2001 est donné peu après les attentats du 11 septembre. Elle fait don de la recette du concert à l'organisation The World Trade Center disaster relief fund.
Elle apparaît également dans Telemundo, un réseau de télévision en langue espagnole aux États-Unis.

#### Amérique de Sud
Au début de sa carrière, Anna fait plusieurs tournées avec des argentins renommés tels que Leopoldo Federico, José Colángelo et Sexteto Tango. Elle part ainsi en Argentine pour la première fois afin d'enregistrement son deuxième album Rhapsody in Rain.
Sa deuxième visite en Argentine se fait longtemps après avec l'enregistrement de l'album de son 20e anniversaire de carrière. Cet album bénéficie des participations de nom prestigieux dans le monde du tango tels que Leopoldo Federico, Horacio Ferrer, Raúl Garello ou Nicolás Ledesma. Depuis cet enregistrement, ses activités en Amérique sud se multiplient.
Elle est invitée au concert de l’Orchestre national de Filiberto en Argentine et à un concert au Théâtre Empire à Buenos Aires en hommage à Homero Manzi. Elle participe ensuite au Festival de tango à San Luis. Cette même année, elle enregistre un album de folklore avec Mercedes Sosa.
Elle continue sa carrière en participant au festival 8va Cumbre Mundial del Tango à Bariloche en Argentine, au Festival international de tango de Medellin en Colombie et en étant invitée au Festival de tango de La Falda. Lors de ce festival, elle a été sélectionnée comme la première japonaise parmi les « 20 personnes qui ont contribué pour le tango ». Elle donne en même temps des concerts à Buenos Aires où elle est désormais reconnue. Horacio Ferrer parle d'elle comme "la Gran artista!!!(la Grande artiste)" après son concert au festival de Bariloche.
2010 est aussi une année cruciale pour Anna Saeki en Amérique de sud. Elle Participe à la Fiesta de los Pueblos y el Vino à San Rafael de Mendoza et au Festival provincial de tango à Zárate en Argentine. Elle fait une tournée soutenue par la Japan Foundation :
à Buenos Aire (Jardín Japonés, Bien Porteño, Centro Okinawense Peña de 25 aniversario del Centro Nikkei Argentino et Salón Dorado de la Casa de la Cultura de la ciudad), à Lima et au Pérou (Teatro Peruano Japonés). Elle est aussi invitée au Festival provincial de tango à Zárate en Argentine.
En 2011, elle est une nouvelle fois invitée au Festival de tango de La Falda et participe pour la première fois au Cosquín Folk Festival en Argentine.

## Discographie

### Albums
- 2012 : Nagusame (Consolation)
- 2009 : Tangos del Mundo (Moon Music)
- 2009 : Yo vengo a ofrecer mi corazon (Moon Music)
- 2008 : Taiyono Ryoudede tsukino hitomide (Geneon entertainment)
- 2007 : Concierto de Anna « Moderna » « Clasica » (Moon Music)
- 2005 : Negau (Espoir) (Rentrak entertainment)
- 2003 : Omoi (Souhait) (Rentrak)
- 2001 : Canto de Sirena (Rentrak)
- 1999 : Soul Of Tango (Toshiba EMI)
- 1997 : Besame Mucho (Toshiba EMI)
- 1990 : Standard Tango (Global Record)
- 1989 : Rhapsody In Rain (Toshiba EMI)
- 1987 : Tango Primavera (Toshiba EMI)